# グッド・ラック (データ通信企業)
株式会社グッド・ラック（英: Good Luck Inc.）は、電気通信事業を行う福井県福井市の企業。
仮想移動体通信事業者（MVNO）としてデータ通信サービスを提供している。その他に、WEBサイトの製作・運営も行う。2010年にオールコネクトの子会社として設立。

## 主な事業
- 通信サービスの提供
  - どんなときもWiFi
  - NEXT mobile
  - ONE MOBILE
  - モバレコAir
- WEBサイトの運営
  - 乗り換えネット
  - お役立ちマガジン ヒカリコム

## 関連会社
- 親会社
  - オールコネクト

## 通信障害事故
提供する『どんなときもWiFi』にて2020年2月21日～3月21日にかけて、合計11回の通信障害が発生。

### 障害内容
SIM カードについて、十分な通信容量の確保や容量制限に関する情報共有等による電気通信設備の管理運用が適時適切に行われていなかった。その為、SIM カードの低速化が発生した。これに対応するため、低速化した SIM カードの停止及び別のSIM カードへの切替えを実行する際、サーバーがビジー状態となり、SIM カードの割当が出来なくなりデータ通信サービスが利用できなくなった。

### 行政指導
通信障害事案に関して総務省へ報告。総務省から2020年6月17日付にて電気通信事業法に基づく「利用者の利益の保護」に関する行政指導を受けた。

### 再発防止措置報告
2020年7月16日、「再発防止措置報告」を総務省に提出。

### 総務省による電気通信事故に関する検証報告
どんなときも WiFiの通信障害に関する総務省、株式会社グッド・ラック、卸元である兼松コミュニケーションズ社及びモバイルコネクト社での電気通信事故検証会議後、2020年9月4日に総務省より、事故の原因等について公表。

### 「どんなときもWiFi」無制限プラン終了
2020年10月31日付で「どんなときもWiFi」無制限プランの提供を終了した。代替プランとして、大容量通信ホームルーターにモバイルルーターを付帯した２台セットされしたサービスを発表。

### その後
2021年4月1日、株式会社グッド・ラックは兼松コミュニケーションズ株式会社に対して、契約不履行による損害賠償請求訴訟を提起。